# バイオロギング
バイオロギング（英: Bio-logging）とは、Bio（生物の）Log（記録する）を組み合わせた造語であり、動物に小型の記録計を装着して人間ではなく動物自身がデータを集める調査方法のことである。
バイオロギングは、1964年にアメリカの生物学者、G.L.クーイマンという人物が南極に住むアザラシの潜水の深さと長さを調査するため、キッチンタイマーを改良したロガーを取り付けたことが始まりと言われている。
バイオロギングには種類があり、深度や潜水時間の他に速度や加速度、温度などを計測したり、音をとったりすることも出来る。

## バイオロギングの可能性
- まずエンペラーペンギンにバイオロギングを装着した時のマクマード基地近くでの調査ではペンギンの潜水深度は20 m - 100 mであった。それは調査場所の穴は人工的に設けたものであり、自然に穴や亀裂が入っていない所では氷の裏側の窪みに潜む魚を啄んで食べていたからであった。これは人工的に設けたものであるためペンギンの餌が豊富に残っていた事でもあり、ペンギンが餌のために海に入るため浅い所に魚がいれば目的を果たしたことになり浅い所でしか潜らないということは証明された。
- 人工的に設けた場所での調査であったことから上記の結果になってしまったが、自然が作り出した状況でバイオロギングでの調査を開始すると2万のペンギンが深く潜り、400 m - 520 mほどの深度まで潜水し、潜水時間は最長で約30分、最短でも約6分という事がわかった。

このようにバイオロギングは生物観察が豊かになる可能性がある。